# 中心後回
中心後回（ちゅうしんこうかい、英: Postcentral gyrus）は大脳の外側面にある脳回の一つ。頭頂葉の最も前側に位置し、特徴的な構造として大脳表面の分類の重要な目印となる。体の各部位から体性感覚の入力を受け取る領域であり、機能的な分類では一次体性感覚野と呼ばれる。この領域は元々ペンフィールドによる表面刺激の研究によって定義された。細胞構築学的な分類では、この領域はブロードマンの脳地図における3、1、2野におおよそ当たる。ただジョン・カースは最近の研究で、他の感覚受容野との相同性から、3野のみを"一次感覚野"とするべきである、としている。これは3野が感覚入力領域からの視床皮質投射の情報の大部分を受けているためである。

## 中心後回
中心後回の外側部は以下の構造に囲まれている。
- 大脳縦裂 (内側の境界)
- 中心溝 (吻側の境界)
- 中心後溝 (尾側の境界)
- 外側溝 (下側の境界)

中心後回の位置（赤い部分）

この領域は一次体性感覚野であり、触覚の主要な感覚受容野である。他の感覚野と同様に、この領域にはホムンクルスと呼ばれる感覚空間の地図が存在し、一次体性感覚野にあるホムンクルスは感覚のホムンクルスと呼ばれる。感覚のホムンクルスの少々想像的で非常に模式的な図は右に示してある。

## ブロードマンの脳地図における3、1、2野
ブロードマンの脳地図における3、1、2野はヒトの脳の一次体性感覚野を包含している。ブロードマンは脳を少し斜めにスライスして番号をつけたので、ブロードマンの脳地図では、吻側から尾側に向かって、3、1、2野の順で並んでいる。 
皮質のこの領域はワイルダー・ペンフィールドらによって示されたように、ホムンクルスと呼ばれるパターンを形成している。その配置は、脚と胴体が正中線付近、腕と手が中央、顔が外側となっている。また、唇と手に相当する領域は、大脳皮質の神経細胞の多くがこの領域からの情報を処理する大きなものとなっている。
この領域の細胞は二次体性感覚野へと投射している。

## 臨床的重要性
体性感覚性神経系には、触覚・固有覚（位置覚と振動覚）を伝える後索・内側毛帯路と、温痛覚（温度覚と痛覚）を伝える脊髄視床路の二つの伝導路があり、いずれもこの中心後回へ投射されている。したがって、一次体性感覚野の機能損傷は、これらの経路損傷と皮質損傷とに区別される。非優位性半球での損傷は半側空間無視が起きる可能性もある。
片側経路の損傷は、いずれかの経路の三次ニューロンが皮質に投射できなくなるため、触覚・固有覚、温痛覚の喪失や減退を引き起こすが、片側の経路情報が残るため複雑で微妙な感覚喪失となりうる。

## 参考画像

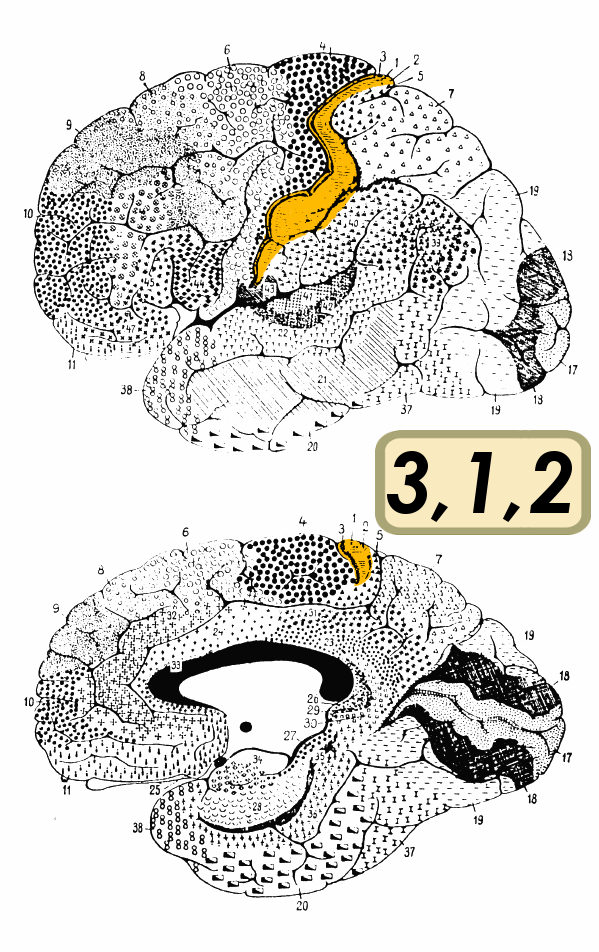
ブロードマンの脳地図における3、1、2野。上が外側面、下が内側面。
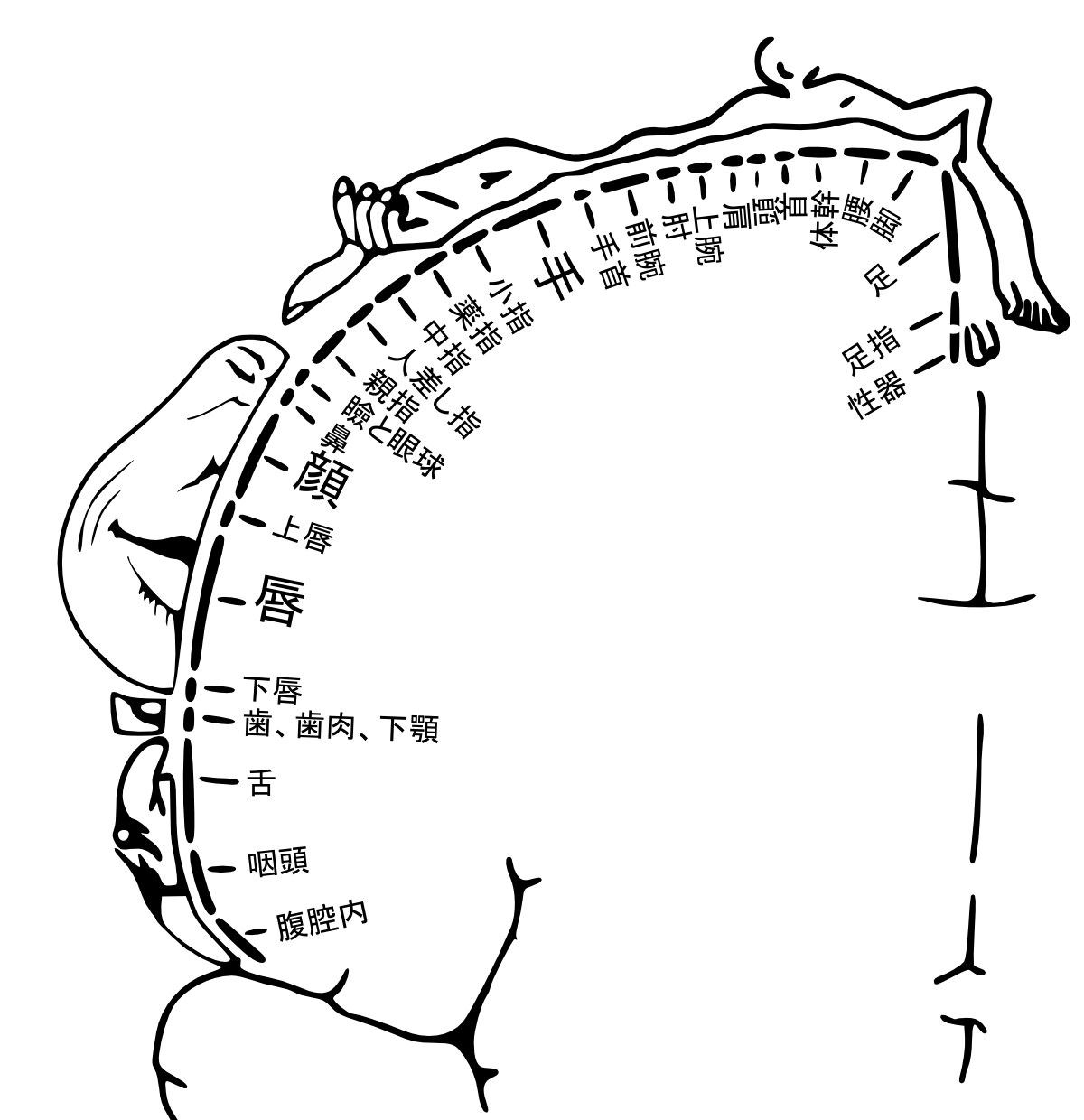
感覚のホムンクルス。図中の皮質の各領域が、対応する体の各部位からの入力を受けている。
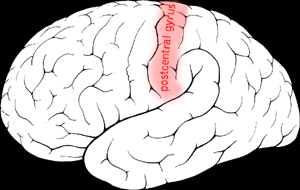
左大脳半球の外側面。色の付いた所が中心後回。
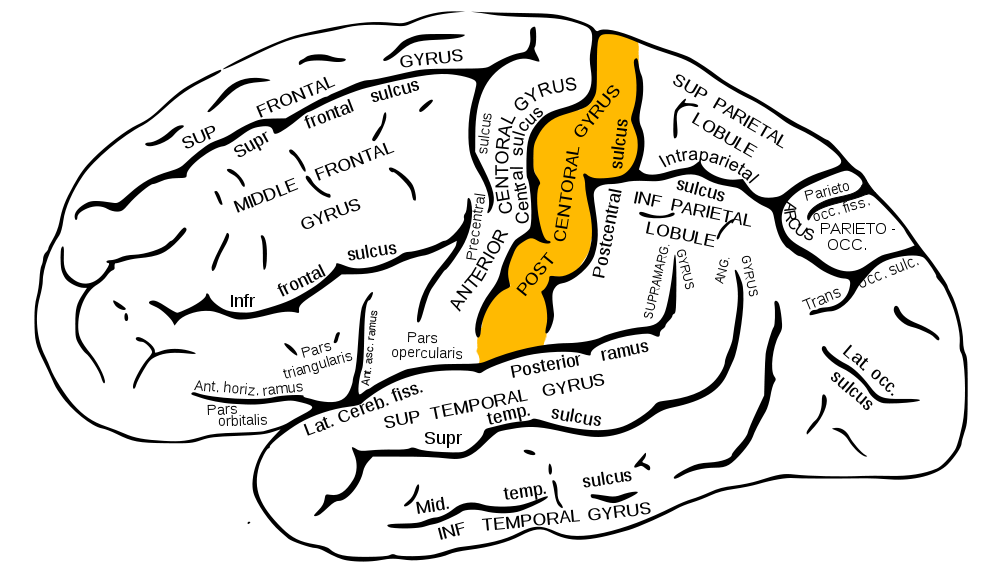
左大脳半球外側面を横から見た図。色の付いた所が中心後回。
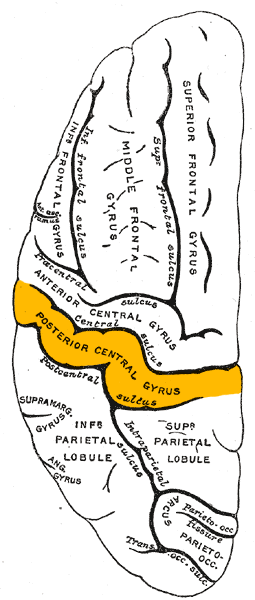
左大脳半球を上から見た図。色の付いた所が中心後回。
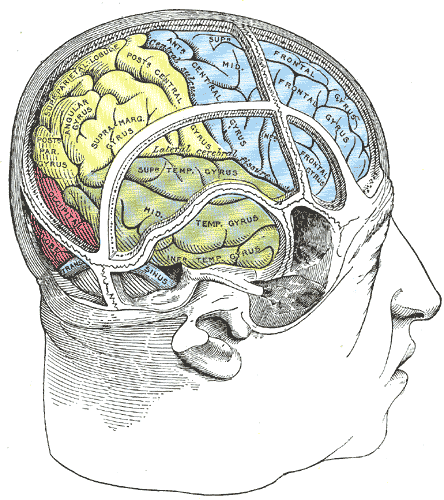
頭蓋骨と脳の関係を示した図。黄色い部分の一番前（図で言えば一番右）が中心後回。
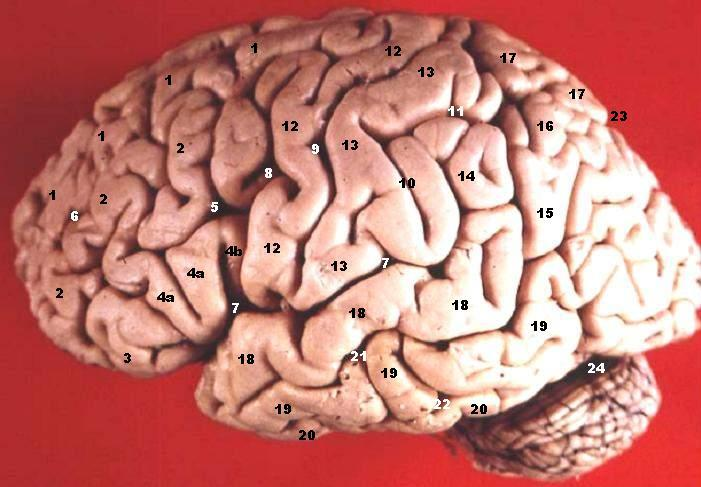
実際のヒトの脳の左大脳半球外側面の写真。中心後回は写真中央付近、図中番号13。
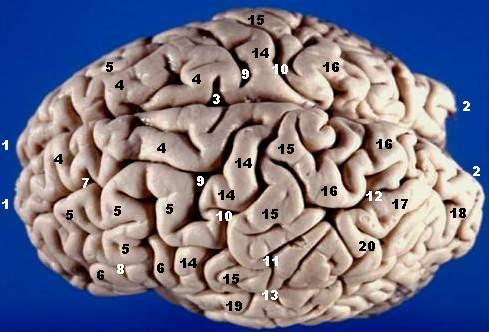
同じく実際のヒトの脳の写真。これは少し上から見ている。図中番号15。
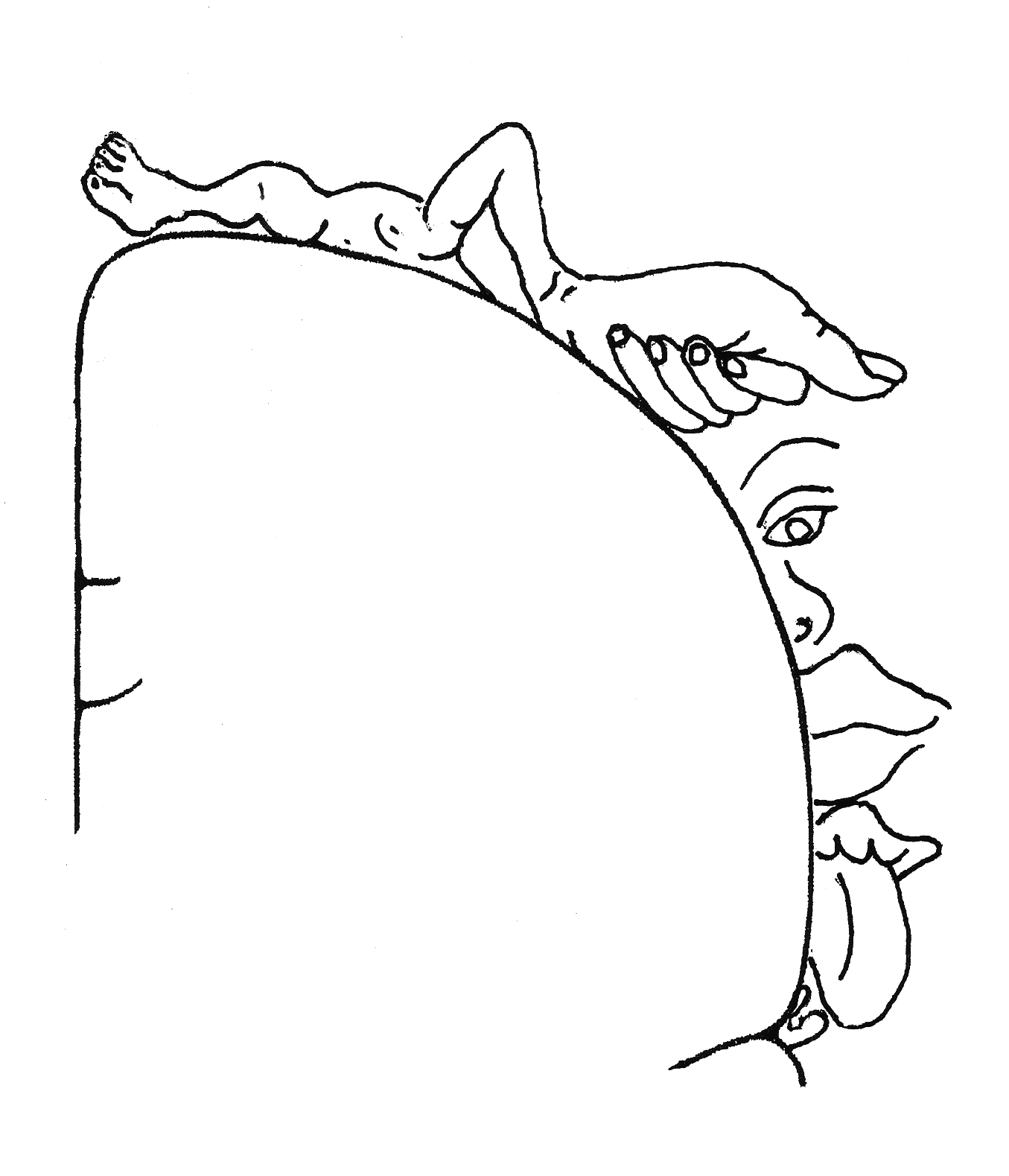
ヒトの脳の感覚のホムンクルス
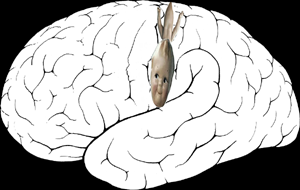
ホムンクルスを中心後回の上に重ねてみた図。